# Acantholimon zaeifii
Acantholimon zaeifii är en triftväxtart som beskrevs av Mostafa Assadi. Acantholimon zaeifii ingår i släktet Acantholimon och familjen triftväxter. Inga underarter finns listade i Catalogue of Life.